# VV Elinkwijk in het seizoen 1966/67
Het seizoen 1966/1967 was het 13e jaar in het bestaan van de Utrechtse betaaldvoetbalclub Elinkwijk. De club kwam uit in de Eredivisie en eindigde daarin op de 17e plaats, dit betekende dat de club rechtstreeks degradeerde naar de Eerste divisie. Tevens deed de club mee aan het toernooi om de KNVB Beker, hierin werd in de tweede ronde verloren van RCH (0–3).

## Wedstrijdstatistieken

### Eredivisie
|       | ADO   | Ajax  | DOS   | DWS   | Feijenoord | Fortuna '54 | Go Ahead | GVAV  | MVV   | NAC   | PSV   | Sittardia | Sparta | Telstar | FC Twente '65 | Willem II | Xerxes |
| ----- | ----- | ----- | ----- | ----- | ---------- | ----------- | -------- | ----- | ----- | ----- | ----- | --------- | ------ | ------- | ------------- | --------- | ------ |
| Thuis | 0 – 1 | 0 – 7 | 0 – 2 | 1 – 0 | 1 – 5      | 2 – 2       | 1 – 2    | 0 – 3 | 0 – 0 | 2 – 1 | 0 – 0 | 1 – 0     | 1 – 1  | 2 – 0   | 2 – 3         | 2 – 1     | 0 – 0  |
| Uit   | 6 – 1 | 8 – 0 | 3 – 0 | 6 – 2 | 4 – 0      | 2 – 0       | 0 – 1    | 4 – 1 | 1 – 1 | 4 – 3 | 8 – 2 | 1 – 1     | 2 – 1  | 3 – 2   | 2 – 2         | 0 – 2     | 2 – 1  |

### KNVB Beker
| 1e ronde                                            | Willem II                          | 0 – 0 Na strafschoppen | Elinkwijk |
| 2 april 1967 Plaats: Tilburg Gemeentelijk Sportpark |                                    |                        |           |
| 1e ronde                                            | RCH                                | 3 – 0 (0 – 0)          | Elinkwijk |
| 7 mei 1967 Plaats: Heemstede Sportparklaan          | Dick Meijer 66', 73' Ries Coté 88' |                        |           |

## Statistieken Elinkwijk 1966/1967

### Eindstand Elinkwijk in de Nederlandse Eredivisie 1966 / 1967
| Stand | Gespeeld | Gewonnen | Gelijk | Verloren | Punten | Doelpunten voor | Doelpunten tegen |
| ----- | -------- | -------- | ------ | -------- | ------ | --------------- | ---------------- |
| 17e   | 34       | 7        | 8      | 19       | 22     | 35              | 84               |

### Topscorers
| #                    | Naam               | Goal |
| -------------------- | ------------------ | ---- |
| 1.                   | Leen van de Merkt  | 6    |
| 2.                   | Henk van Laatum    | 5    |
| 2.                   | Bob Westra         | 5    |
| 4.                   | Tonnie Nieuwenhuys | 4    |
| 5.                   | Joop Oomens        | 3    |
| 6.                   | Loek Cohen         | 2    |
| 6.                   | Chris Lefering     | 2    |
| 6.                   | Bert van Straalen  | 2    |
| 6.                   | Dick Teunissen     | 2    |
| 10.                  | Ries Coté          | 1    |
| 10.                  | Karel Sülzle       | 1    |
| Onbekende doelpunten |                    |      |
| –                    | Onbekend           | 2    |
| Totaal               | Totaal             | 35   |

| #      | Naam        | Goal |
| ------ | ----------- | ---- |
| –      | Geen speler | 0    |
| Totaal | Totaal      | 0    |

## Voetnoten
ADO ·
Ajax ·
DOS ·
DWS ·
Elinkwijk ·
Feijenoord ·
Fortuna '54 ·
Go Ahead ·
GVAV ·
MVV ·
NAC ·
PSV ·
Sittardia ·
Sparta ·
Telstar ·
FC Twente '65 ·
Willem II ·
Xerxes